# Filistén
Filistén var ett geo-politiskt område i Kanaan bebott av filistéer. Området gränsade till Yarkonfloden i norr, Medelhavet i väst, Juda rike i öst och det egyptiska Sinai i söder. Filistén styrdes av fem kungar som härskade från städerna Ashkelon, Ashdod, Ekron, Gath, och Gaza. Filistéerna skall ha kommit från södra Europa som del av sjöfolken och de bosatte sig i området antingen självmant eller genom egypterna som besegrade sjöfolket i slaget vid deltat. Filistén skall ha legat i konstant konflikt med judarna, kananéerna och egypterna och deras rike kom sakta att bli influerat av den kananitiska kulturen.
722 f.Kr. invaderades Levanten av det assyriska imperiet som erövrade filistéernas tidigare områden. Filistéerna gavs till en början ganska stor autonomi i utbyte mot tribut men då de gjorde uppror mot assyrierna erövrades de helt och området inlemmades i det assyriska imperiet. Efter det omnämns de inte mer i nedskrivna källor.